# Sllatina, Kaçanik
Sllatina (albanska: Sllatina, serbiska: Slatina) är en by i Kosovo. Den ligger i kommunen Kaçanik. Enligt den senaste folkräkningen år 2011 fanns det 211 invånare.

## Demografi
| Demografi | 2011 |
| --------- | ---- |
| albaner   | 211  |